# Dalheim-Rödgen
Dalheim-Rödgen is een stadsdeel van Wegberg nabij Mönchengladbach in Noordrijn-Westfalen, Duitsland. Het is ontstaan uit de dorpen Dalheim en Rödgen, die in de 20e eeuw gefuseerd zijn.

## Geschiedenis
In 1200 werd Dalheim voor het eerst vermeld en in 1312 werd Rödgen als Rode voor het eerst genoemd.
Zowel Dalheim als Rödgen behoorden aanvankelijk tot de heerlijkheid Arsbeck, later tot het ambt Wassenberg van het hertogdom Gulik. In 1879 werd de IJzeren Rijn in gebruik genomen en het Station Dalheim was het eerste spoorwegstation op Duits gebied.
In oktober en november 1944 werd hier de Maas-Roer-stelling gebouwd om de geallieerden tegen te houden, maar eind februari 1945 trok het Duitse leger zich schielijk terug, daar men dacht ingesloten te geraken.

## Bezienswaardigheden
- Sint-Rochuskerk werd in 1899 naar plannen van Pierre Cuypers in neogotische stijl gebouwd, in 1934 kwam een nieuw koor en dwarspand gereed en in 1951 werd de toren gebouwd. Vanaf 1920 was Dalheim-Rödgen een zelfstandige parochie, afgesplitst van Arsbeck.
- Evangelische Verlosserkerk (Erlöserkirche), modern.
- Rakykasteeltje, romantiserend portiershuisje van 1904, van een villa uit hetzelfde jaar die echter gesloopt werd.
- Motte Aldeberg, oude motte, vermoedelijk laat 12e-eeuws.

## Natuur en landschap
Dalheim-Rödgen ligt op een hoogte van 65 tot 85 meter. In het oosten stroomt de Helpensteiner Bach, in het westen ligt een bosgebied dat overgaat in het Nationaal Park De Meinweg op Nederlands grondgebied.

## Nabijgelegen kernen
Vlodrop, Oberkrüchten, Niederkrüchten, Arsbeck, Wildenrath
Arsbeck · Beeck · Beeckerheide · Berg · Bischofshütte · Bissen bei Beeck · Bissen bei Wegberg · Broich · Brunbeck · Busch · Dalheim-Rödgen · Ellinghoven · Felderhof · Flassenberg · Gerichhausen · Gripekoven · Harbeck · Holtmühle · Holtum · Isengraben · Kehrbusch · Kipshoven · Klinkum · Mehlbusch · Merbeck · Moorshoven · Petersholz · Rath-Anhoven · Rickelrath · Schönhausen · Schwaam · Tetelrath · Tüschenbroich · Uevekoven · Venheyde · Venn · Watern · Wegberg · Wildenrath

Kreis Heinsberg · Regierungsbezirk Keulen · Noordrijn-Westfalen